# Abdi-Tirsi
Abdi-Tirsi (em hebraico: עבדי-טירסי; romaniz.: Abdi-Tirši; lit. "Servo de Tirsi") foi um rei de Hazor de 1 345 até 1 325 a.C., num total de 20 anos. Não se sabe se foi filho do rei bíblico Jabim II ou a mesma pessoa, embora não terem sido contemporâneos. De acordo com as Cartas de Amarna, quando o avanço hitita escureceu o horizonte norte e os problemas com os habirus estavam atingindo proporções de uma insurreição geral, Abdi-Tirsi foi capaz de assegurar ao Faraó os povos inimigos e mostrou-lhe a sua lealdade.